# Кобитєв Євген Степанович
Євген Степанович Кобитєв (25 грудня 1910, с. Утянське, нині Алтайського краю, Росія — 29 січня 1973, м. Красноярськ, Росія) — живописець, графік, художник монументального мистецтва, педагог. Член спілки художників СРСР.

## Біографія
Євген Степанович Кобитєв народився 25 грудня 1910 року в селі Утянське на Алтаї. З 16 років працював сільським учителем. Закінчивши Омський художньо-промисловий технікум (РФ, 1936), викладав образотворче мистецтво у Красноярському педагогічному технікумі. В 1933 році взяв участь у з'їзді художників Східно-Сибірського краю. В 1936 році вступив до Київського художнього інституту, який закінчив у 1941 році. Роботи Є. С. Кобитєва були представлені на Всесоюзній виставці молодих художників 1939 року.
Влітку 1941 року, після закінчення інституту, Євген Кобитєв іде добровольцем на фронт. Частина, в складі якої він воював, потрапила в оточення. Поранений Кобитєв у вересні 1941 року потрапляє в полон і перебуває у таборі «Хорольська яма» (Полтавська область). Тільки через два роки йому вдалося вирватися з полону і знову стати в стрій РСЧА. Зі зброєю в руках він пройшов бойовими дорогами через Україну, Молдову, Польщу, Німеччину. У м. Дрезден (Німеччина) створив фронтовий самодіяльний ляльковий театр політичної сатири. Сам писав п'єси, робив ляльки та грав. На даний час, створені ним ляльки, знаходяться у фондах Музею театральних ляльок у Москві.

У 1973 році Є. С. Кобитєв помер.

## Творча діяльність
Від 1945 року перебуває у Красноярську, являється головою Красноярської спілки художників, головним художником міста. З 1958 викладає в художньому училищі. Учасник крайових і республіканських мистецьких виставок з 1939 року. Персональні виставки проходили у Красноярську (1964–65) та Полтаві (1964). Виступав із лекціями про фашизм та в'язнів концтаборів. Головною темою його творчості була боротьба за мир. Свої твори Є. Кобитєв виконував в основному вугіллям, аквареллю, пастеллю, тушшю. Він був співавтором розписів плафонів річкового вокзалу, монументально-декоративних розписів та вітражів за мотивами творів П. Бажова, російських народних казок у Палацах залізничників і піонерів, краєзнавчому музеї (усі — Красноярськ). Був оформлювачем балету «Кам'яна квітка» С. Прокоф'єва, вистави «Я хочу додому» С. Михалкова.
Серед його учнів були В. Ваганов, В. Кудринський.

## Роботи
Графічні серії — «Українські дівчата» (кін. 1930 — поч. 40-х рр.), «До останнього подиху» (1959), «Люди! Будьте пильними!» (1960). В останній серії «Люди! Будьте пильними!» зображено страшний облік фашистських воєнних злочинів, що мали місце в концтаборі Хорольська яма. В основу робіт покладено замальовки, зроблені художником ще у таборі, на аркушах записника, що випадково зберігся. Створені з ризиком для життя малюнки, художник беріг разом із кусками колючого дроту із концтабору до кінця своїх днів.

Живописна серія «Космічний рейс» (1960-і рр.); мозаїка на фронтоні кінотеатру «Родина» у Красноярську (поч. 1970-х рр.).

Окремі роботи Є. Кобитєва зберігаються у Красноярському художньому музеї, у Музеї-квартирі C. Образцова в Москві, Меморіальному комплексі «Національний музей історії Великої Вітчизн війни» (Київ).

Автор документальної повісті «Хорольская яма» (Красноярск, 1965; Х., 1989), навчального посібника «Проблемы учебной композиции в изобразительном искусстве» (Красноярск, 2008).